# Bernhard Sinkel
Bernhard Sinkel (Frankfurt del Main, 19 de gener de 1940) és un guionista i director de cinema alemany que dirigí set films entre 1975 i 1993.
Bernhard Sinkel va aprovar el primer i el segon examen de dret estatal després de graduar-se a la secundària. Després es va fer advocat. De 1970 a 1972 va ser director de l'arxiu i documentació de la revista Der Spiegel.
El 1971 va fundar el taller de cinema U.L.M. a Múnic amb Alf Brustellin, Edgar Reitz, Ula Stöckl, Nikos Perakis i Alexander Kluge i hi va participar com a autor i coproductor.
El 1975 va iniciar la producció ABS-Filmproduktion a Múnic i va continuar treballant amb Alf Brustellin. Les seves pel·lícules es van orientar sense cap excepció en una crítica social fins a la mort de Brustellin.
El 1986 va fundar la comunitat de producció de cinema i televisió Alcor amb Bodo Scriba. Després de diferències d'opinió amb altres coproductors sobre el disseny del telefilm Hemingway, Sinkel es va retirar. Es va fer un nom com a director d'òpera durant els anys següents.
El seu arxiu es troba a l'arxiu de l'Akademie der Künste de Berlín.

## Filmografia
- Lina Braake (1975)
- Berlinger (1975, codirector: Alf Brustellin)
- Der Mädchenkrieg (1977, codirector: Alf Brustellin)
- Taugenichts (1978)
- Deutschland im Herbst (1978)
- Kaltgestellt (1980)
- Bekenntnisse des Hochstaplers Felix Krull (1981, TV miniseries)
- Väter und Söhne – Eine deutsche Tragödie (1986, minisèrie)
- Hemingway (1988, minisèrie)
- Der Kinoerzähler (1993)

## Llibres
- Väter und Söhne. Eine deutsche Tragödie. Athenäum, Frankfurt am Main 1986, ISBN 3-7610-8416-1.
- Bluff. Dt. Taschenbuch-Verlag, München 2003, ISBN 3-423-24373-2.
- Der dritte Sumpf. Dt. Taschenbuch-Verlag, München 2005, ISBN 3-423-24502-6.
- Augenblick der Ewigkeit. Knaus, München 2010, ISBN 978-3-8135-0371-5.

## Producció d'òpera
- 1993: Die Bassariden de Hans Werner Henze – Deutsche Oper am Rhein
- 1994: Les Opéras-minute de Darius Milhaud
- 1994: Le pauvre matelot de Jean Cocteau i Darius Milhaud
- 1995: Parsifal den Richard Wagner – Städtisches Opernhaus Nürnberg

## Premis i nominacions
- Filmband in Silber (Producció) per Lina Braake (1975)
- Premi Interfilm al 25è Festival Internacional de Cinema de Berlín perr Lina Braake
- Ernst-Lubitsch-Preis per Lina Braake (1976)
- Conquilla de Plata al millor director al Festival Internacional de Cinema de Sant Sebastià 1977 per Der Mädchenkrieg (1977)[2]
- Menció especial al 28è Festival Internacional de Cinema de Berlín per Deutschland im Herbst.[3]
- Kaltgestellt fou seleccionat al 33è Festival Internacional de Cinema de Canes.[4]